# Schlosskellerei Affaltrach Dr. Reinhold Baumann
Die Schlosskellerei Affaltrach wurde 1928 gegründet. Sie ist inhabergeführt von Thomas Baumann, in dritter Generation nach seinem Vater Reinhold Baumann und Firmengründer Willy Baumann.

## Gründung
Willy Baumann, der Firmengründer, erlernte in einer Lederfabrik den Kaufmannsberuf, wurde Prokurist in einer Schuhgroßhandlung und ging 1908 mit 25 Jahren nach Paris. 1911 gründete er dort ein Exportunternehmen für Frühgemüse. Der Erste Weltkrieg setzt dem Unternehmen ein Ende. Willy Baumann wurde interniert und blieb 5 Jahre in Internierungshaft. Nach seiner Rückkehr übernahm er den elterlichen Weinhandel im Geburtsort Gaildorf.
1923 heiratete er Elisabeth Muth aus Guntersblum, die einer alten Winzerfamilie entstammt. Ihre Vorfahren waren in Rheinhessen und in der Rheinpfalz als Weingutsbesitzer bekannt. Am 10. Dezember 1928 erwarben Elisabeth und Willy Baumann das Schloss Affaltrach mit Schlossgarten von 1,2 ha Fläche von der Gemeinde Affaltrach.

## Wein
Ein Großteil der Rebflächen befindet sich in Steil- und Hanglagen auf Keuperverwitterungsböden mit verschiedenen Rebsorten.
- Weiße Rebsorten:

Chardonnay, Gewürztraminer, Grauburgunder, Kerner, Muskateller, Müller-Thurgau, Riesling, Sauvignon Blanc, Silvaner und Weißburgunder.
- Rote Rebsorten:

Acolon, Cabernet Cubin, Cabernet Mitos, Clevener, Dornfelder, Lemberger, Merlot, Muskattrollinger, Samtrot, Schwarzriesling, Spätburgunder und Trollinger.
Weingut Dr. Baumann: Das selbst bewirtschaftete Weingut hat heute eine Rebfläche 40 Hektar. Ein Großteil der Rebflächen befindet sich in Steil- und Hanglagen auf Keuperverwitterungsböden.
Freiherr von und zu Weiler’sches Weingut: Im Jahr 1999 erwarb Schloss Affaltrach das Freiherr von und zu Weiler’sche Weingut in Obersulm-Weiler.
Weingärtner-Erzeugergemeinschaft: Am 8. April 1972 gründeten 69 Weingärtner die Weingärtner-Erzeugergemeinschaft Obersulm-Affaltrach e.V., die am 28. Dezember 1972 in das Vereinsregister eingetragen wurde. Die Mitgliederzahl ist heute auf 250 angewachsen. Sie bewirtschaften 300 Hektar Rebfläche in Weinorten Württembergs und liefern ihre Ernte an Schloss Affaltrach.
Lagen: Spitzenlagen sind Affaltracher Dieblesberg, Sülzbacher Altenberg, Eschenauer Paradies, Eichelberger Paradies, Weiler Hundsberg und Weiler Schlierbach im Alleinbesitz. Zusätzlich verarbeitet Schloss Affaltrach das Lesegut der ,Weingärtner Erzeugergemeinschaft Obersulm-Affaltrach e.V.' in nahezu allen Weinorten Württembergs.

## Sekt
Sekt wird von Schloss Affaltrach seit 1936 erzeugt und ist heute auf 30 Sorten ausgedehnt. Zu den Besonderheiten des Hauses zählen Spitzensekte, die aus württembergischen Weinen hergestellt werden. Ein Schwerpunkt des Sekt- und Perlweinabsatzes liegt bei Eigenausstattungen für 15.000 Kunden.

## Auszeichnungen
Schloss Affaltrach hat als erstes in größerem Umfang Weißherbst aus Trollinger-Trauben bereitet, gewann den ersten Eiswein aus Trollinger-Trauben, erregte mit Nikolaus-, Advents-, Dreikönigs- und Strohweinen sowie Eisweinen und Trockenbeerenauslesen Aufsehen. Über „Die Trollinger-Künstler aus Württemberg“ berichtete 1993 die Fachzeitschrift Vinum.
Auszugsweise:
- Rekordhalter mit dem höchsten Mostgewicht der jüngeren deutschen Weingeschichte: mit 292 Grad Öchsle im Jahre 1973 bei einer Trollinger-Eisweinlese
- Visum: Internationaler Spitzenschaumweinvergleich. BAUMANN RIESLING BRUT unter den 47 besten (Champagner, Sekte, Cavas) weltweit, unter den 7 besten Deutschlands. (höchste Bewertung aller deutschen Markensekte)
- Alles über Wein: In der 100. Ausgabe wurde Schloss Affaltrach in die Aufstellung der Besten Weingüter der Welt aufgenommen.
- Mundus Vini: Großes Gold (höchste Auszeichnung) mit einem 1999er Muskateller Eiswein Affaltracher Dieblesberg